# Giro di Romagna 1968
Il Giro di Romagna 1968, quarantaquattresima edizione della corsa, valido come campionato nazionale in linea, si svolse il 15 agosto 1968 su un percorso di 264 km. La vittoria fu appannaggio dell'italiano Felice Gimondi, che completò il percorso in 6h57'00", precedendo i connazionali Vito Taccone e Michele Dancelli.

## Ordine d'arrivo (Top 10)
| Pos. | Corridore         | Squadra        | Tempo    |
| ---- | ----------------- | -------------- | -------- |
| 1    | Felice Gimondi    | Salvarani      | 6h57'00" |
| 2    | Vito Taccone      | Germanvox-Wega | a 5'10"  |
| 3    | Michele Dancelli  | Pepsi Cola     | s.t.     |
| 4    | Franco Bitossi    | Filotex        | s.t.     |
| 5    | Franco Balmamion  | Molteni        | s.t.     |
| 6    | Marino Basso      | Molteni        | a 10'20" |
| 7    | Adriano Durante   | Max Meyer      | s.t.     |
| 8    | Vittorio Adorni   | Faema          | s.t.     |
| 9    | Franco Cribiori   | G.B.C.         | s.t.     |
| 10   | Adriano Passuello | Filotex        | s.t.     |